# Edgar Schneider
Edgar Schneider  (* 17. srpna 1949, Pforzheim) je bývalý německý fotbalista, útočník.

## Fotbalová kariéra
Začínal v VfR Pforzheim. Od roku 1970 do roku 1973 hrál za FC Bayern Mnichov, nastoupil v 66 bundesligových utkáních, dal 7 gólů a získal s týmem dva mistrovské tituly a jedno vítězství v německém fotbalovém poháru. V Poháru mistrů evropských zemí nastoupil v 7 utkáních a dal 3 góly, v Poháru vítězů pohárů nastoupil v 6 utkáních a v Veletržním poháru nastoupil v 5 utkáních a dal 4 góly. Od roku 1974 hrál druhou bundesligu za FC Augsburg. Kariéru zakončil v mateřském klubu VfR Pforzheim. Za německou amatérskou reprezentaci nastoupil ve 22 utkáních a dal 2 góly, z amatérské reprezentace pro LOH 1972 v Mnichově vypadl 21. června 1972, těsně před olympiádou.

## Ligová bilance
| Ročník                                    | Zápasy | Góly | Klub              |
| ----------------------------------------- | ------ | ---- | ----------------- |
| Německá fotbalová Bundesliga 1970/1971    | 20     | 2    | FC Bayern Mnichov |
| Německá fotbalová Bundesliga 1971/1972    | 23     | 2    | FC Bayern Mnichov |
| Německá fotbalová Bundesliga 1972/1973    | 16     | 3    | FC Bayern Mnichov |
| Německá fotbalová Bundesliga 1973/1974    | 7      | 0    | FC Bayern Mnichov |
| 2. německá fotbalová Bundesliga 1974/1975 | 10     | 3    | FC Augsburg       |
| 2. německá fotbalová Bundesliga 1975/1976 | 33     | 4    | FC Augsburg       |
| 2. německá fotbalová Bundesliga 1976/1977 | 35     | 3    | FC Augsburg       |
| 2. německá fotbalová Bundesliga 1977/1978 | 13     | 2    | FC Augsburg       |
| CELKEM Německá fotbalová Bundesliga       | 66     | 7    |                   |